# Edward Luttwak
Edward Luttwak (ur. 4 listopada 1942) – amerykański ekonomista, strateg i historyk wojskowości, teoretyk wojskowości były doradca Prezydenta USA George’a H.W. Busha i konsultant w Departamencie Obrony Stanów Zjednoczonych, starszy konsultant w Centrum Analiz Strategicznych i Międzynarodowych w Waszyngtonie.
Urodzony w żydowskiej rodzinie z Aradu (Rumunia), wychowywał się we Włoszech i Anglii, ukończył London School of Economics oraz Johns Hopkins University, na którym się doktoryzował.
E.Luttwak jest poliglotą, mówi między innymi po francusku, hebrajsku, włosku i hiszpańsku.
Jest propagatorem pojęć: turbokapitalizmu i geoekonomii.
Autor m.in. Coup d'État: A Practical Handbook.